# Саландра
Саландра (итал. Salandra) је насеље у Италији у округу Матера, региону Базиликата.
Према процени из 2011. у насељу је живело 2598 становника. Насеље се налази на надморској висини од 542 м.

## Становништво
Према резултатима пописа становништва 2011. у општини је живело 2.934 становника.
| 1931. | 1936. | 1951. | 1961. | 1971. | 1981. | 1991. | 2001. | 2011. |
| ----- | ----- | ----- | ----- | ----- | ----- | ----- | ----- | ----- |
| 3.209 | 3.247 | 3.964 | 3.928 | 3.488 | 3.515 | 3.363 | 3.109 | 2.934 |